# Sórok
A sórok (oroszul Шорцы) egy török népcsoport, mely főleg Oroszországban, a Kemerovói területen él. Nevezik őket kuznyecki, kondomai és mrasszui sóroknak is.

## Történelem és lakóhely
A sórok a 17. században még az animizmust követték, de mára többségük ortodoxszá lett. A legtöbb sór a Tom, a Kondoma és a Mrasszu folyó mentén él. Ezt a régiót nevezik Hegyi Sórföldnek is.

## Népesség
A sórok főleg a Kemerovói területen élnek, de Hakaszföldön és az Altaj-hegyvidéken is képviseltetik magukat kis számban. A különböző összeírásokkor a sórok száma a következőképpen alakult Oroszországban:
- 1926-ban: 12 601 fő
- 1939-ben: 16 042 fő
- 1959-ben: 14 938 fő
- 1970-ben: 15 950 fő
- 1979-ben: 15 182 fő
- 1989-ben: 15 745 fő
- 2002-ben: 13 975 fő
- 2010-ben: 12 888 fő

## Kultúra
A sórok a sór nyelvet használják, mely a tatár nyelvvel mutat rokonságot.